# Ryōko Tokuno
Ryōko Tokuno (jap. 徳野 涼子, Tokuno Ryōko; * 27. August 1974 in Matsuyama) ist eine japanische Beachvolleyballspielerin.

## Karriere
Tokuno spielte 1997 ihre ersten drei Open-Turniere der FIVB World Tour mit Chie Seike. 1998 bildete sie ein Duo mit Chiaki Kusuhara. Das beste Ergebnis im ersten gemeinsamen Jahr war ein 25. Platz in Salvador da Bahia. Bei der Weltmeisterschaft 1999 in Marseille belegten Kusuhara/Tokuno den 33. Rang. Im folgenden Jahr erreichten sie beim Grand Slam in Chicago und fünf Open-Turnieren jeweils den 17. Platz. In den Gruppenspielen der WM 2001 in Klagenfurt gab es für die beiden Japanerinnen einen Sieg und eine Niederlage, bevor sie sich in der ersten KO-Runde den späteren Weltmeisterinnen Adriana Behar und Shelda Bede aus Brasilien geschlagen geben mussten. Nach dem 13. Platz in Ōsaka und dem fünften Rang in Hongkong traten sie außerdem bei den Goodwill Games in Brisbane an und wurden dort Zehnte.
2002 wurden Kusuhara/Tokuno Vierte beim Grand Slam in Klagenfurt und dreimal Neunte bei Open-Turnieren. Ein Jahr später folgten neunte Plätze beim Berliner Grand Slam und in Lianyungang. Bei der WM in Rio de Janeiro verloren Kusuhara/Tokuno das Auftaktspiel gegen die Deutschen Ahmann/Vollmer, erreichten aber durch einen Sieg im nationalen Duell gegen Rii Seike und Misaki Yamakawa als Gruppendritte die erste Hauptrunde, in der sie wie zwei Jahre zuvor den brasilianischen Titelverteidigerinnen unterlagen. 2004 qualifizierten sie sich für die Olympischen Spiele in Athen. Dort trafen sie in ihrer Gruppe unter anderem auf die späteren Goldmedaillen-Gewinnerinnen Walsh/May aus den USA. Trotz eines Sieges im letzten Vorrundenspiel gegen das holländische Duo Leenstra/Kadijk schieden die Japanerinnen als Gruppendritte aus.
2005 bildete Tokuno ein neues Duo mit Mika Saiki. Als beste Ergebnisse auf der World Tour gab es einen 13. Rang in Mailand und zwei 17. Plätze. Bei der WM in Berlin verloren Tokuno/Saiki nach dem Auftaktsieg gegen Dumont/Fiset ihr zweites Spiel gegen die Deutschen Pohl/Rau. Auf der Verliererseite besiegten sie Alcon/Zalubovskaya aus Spanien, bevor sie gegen die Niederländerinnen Keizer/Leenstra ausschieden.